# Ястремська Ольга
Ольга Михайлівна Ястремська (Лепка, Лепкова-Ястремська), до шлюбів Іванчук (30 березня 1906 — 13 жовтня 2002) — українська концертна співачка, меццо-сопрано.

## Життєпис
Народилася в с. Мразниця, район сучасного м. Борислав, у багатодітній сім'ї: мала сімох братів і сестер.
Початкову музичну освіту здобула самотужки. Потім навчалася в Музичній консерваторії у Кракові, а 1930 р. вступила до Вищого музичного інституту імені Лисенка у Львові, навчалася у класі української оперної співачки Лідії Улуханової.
23 листопада 1926 р. одружилася з Андрієм Лепким, професором Дрогобицької української гімназії.
1932 року бере уроки співу у відомого співака (провідний бас) Адама Дідура, який після вісімнадцятирічної праці у театрі «Метрополітан Опера» (Нью-Йорк) повернувся до Львова й викладав у польській консерваторії ім. К. Шимановського.
1934 року навчається вокалу у видатної співачки Марії Сокіл.
1935 року завершує навчання у Вищому музичному інституті.
Восени 1936 року переїхала до столиці Австрії, де упродовж двох років навчалася оперного співу у Віденській консерваторії (клас професора Мюллера) і виступала з концертами в Австрії та Німеччині.

## Робота
З 1932 р. співпрацює як оперна співачка з чоловічим камерним хором «Боян Дрогобицький».
10 грудня 1935 р. — у ролі Оксани дебютує на сцені театру Львівської опери, де відбулася ювілейна тисячна вистава опери «Запорожці за Дунаєм» Семена Гулака-Артемовського.
Співає на Львівському радіо, працює у складі оперного ансамблю Антіна Рудницького, з яким гастролює Галичиною.
Восени 1936 р. у залі Музичного товариства у Львові вперше виступає як концертно-камерна співачка. Після цієї прем'єри виїжджає до Відня, де бере участь у Міжнародному конкурсі співаків і здобуває перемогу.
Планує підписати контракт з Віденською оперою, проте на запрошення посла Канади в Австрії виїздить на американський континент у гастрольний тур Канадою.
У лютому 1939 р. прибуває до Нью-Йорка.
25 березня 1939 р. — перший концерт у Торонто в рамках гастрольного туру. Усього співачка дала понад 20 концертів у залах Канади, а 3 грудня 1939 року уперше виступає у США, м. Детройт, у концертній залі Арт Мюзеум.
24 березня 1940 р. — дає концерт у Філадельфії, у Франклін-аудиторії. Опісля — концерти у Пітсбургу та у Сіракузах.
1943 р. — бере участь в опері «Катерина» (автор — Микола Аркас), постановку якої у Нью-Йорку здійснив Антін Рудницький.
16 січня 1944 р. — виступає у нью-йоркському концертному залі «Таун-Холл» з новою концертною програмою. 10 січня 1945 р. — другий виступ у нью-йоркському концертному залі «Таун-Холл».
Учасниця концертів Американського Червоного Хреста (1940—1944).
4-6 червня 1946 року — концерт для делегатів Другого Конґресу Українців Канади, партія скрипки — Донна Гресько.
5 квітня 1949 р. — третій виступ у нью-йоркському концертному залі «Таун-Холл». До програми концерту входили композиції Марселя, Скарлатті, Генделя, Пурселя, Шуберта, Верді, Гайдна, Чайковського та українських композиторів Барвінського, Людкевича й Чишка. Це був концерт вищого ґатунку, до того ж виконаний шістьма мовами народів світу.
Цього ж року, дізнавшись, що її чоловік, Андрій Лепкий, котрий залишався у Європі, зник безвісти, одружується з архітектором Маркіяном Ястремським. Після цього все рідше виходить на сцену.
7 липня 1953 р. відбувся один із останніх її виступів в українському культурному центрі «Союзівці», де вона виступає разом із Марією Полиняк-Лисогір та Левом Рейнаровичем.
Померла 13 жовтня 2002 року, дітей не мала. Похована поряд із другим чоловіком, на цвинтарі Святого Духа м. Гемптонбурга (штат Нью-Йорк, США)

## Спадщина
Фундаментальна виставка артефактів, пов'язаних із життям Ольги Лепкої та Андрія Лепкого, який зник безвісти під час бомбардування Кракова у 1945 р., експонується на рівні оригінальних речей на спеціалізованій виставці в музеї Івана Франка в Нагуєвичах під назвою «Ольга Лепка-Ястремська – золотий голос Франкової Каліфорнії: повернення української зірки світового масштабу в історію меццо-сопрано» від 30 березня 2023 р.
На сьогодні ключова розвідка, присвячена подружжю Лепких та їхній унікальній творчій спадщині на рівні музичної, малярської та музейної культури України у міжвоєнний час та період Другої світової війни, опублікована на сторінках музейного "Видання" заповідника "Нагуєвичі".